# Irving Kaufman
Pour les articles homonymes, voir Kaufman.
Irving Robert Kaufman (24 juin 1910 - 1er février 1992) était un juge fédéral des États-Unis, réputé pour sa jurisprudence libérale. Il reste connu également pour avoir condamné les époux Rosenberg.

## Début
Kaufman est diplômé de la Fordham University School of Law (en) en 1931 à l'âge de 20 ans, un an avant de pouvoir se présenter au barreau. Bien que d'ascendance juive, son excellence en cours de christianisme lui attire le surnom de « Pape Kaufman », donné par ses camarades.

## Carrière
Il travaille pendant deux décennies comme juriste à New York dans le privé mais aussi comme assistant attorney. Son premier travail lui permet de rencontrer Helen Rosenberg, sans lien avec Julius et Ethel, la fille de son patron, avec laquelle il se mariera après avoir quitté le cabinet. De 1949 à 1961, Kaufman sert comme juge dans une section de New York, poste pour lequel il a été désigné par le Président Harry S. Truman. En 1961, le Président John Fitzgerald Kennedy promeut Kaufman au sein de la Cour d'appel des États-Unis pour le deuxième circuit. Les inimités consécutives à la dureté de son jugement contre les Rosenberg ont probablement retardé sa promotion. Il servit activement en tant que juge du second circuit de 1961 à 1987, avec notamment un mandat de Chief Judge de 1973 à 1980. Kaufman acquiert le senior status, sorte de semi-retraite- en 1987 mais continua à entendre des affaires jusqu'à sa mort quatre ans plus tard.

## Le procès des Rosenberg
Kaufman reste dans l'histoire comme le juge qui présida le procès en espionnage de Ethel et Julius Rosenberg et infligea les peines de mort controversées. Lors du procès, qui a lieu pendant une période de tensions dans la guerre froide, on reproche aux Rosenberg d'avoir précipité l'acquisition soviétique de la bombe nucléaire. Roy Cohn, un des procureurs dans l'affaire, clame dans son autobiographie que c'est par son influence qu'il fit désigner Kaufman, et que Kaufman a infligé la peine capitale sur les conseils personnels de Cohn. Ces affirmations n'ont pas été vérifiées.
Le procès des Rosenberg devint une grande cause de la gauche, qui continue à ce jour à soutenir que les Rosenberg furent victimes d'une hystérie anticommuniste. En outre, la peine était critiquée pour sa sévérité parmi ceux qui reconnaissaient la culpabilité de ceux-ci. Les Rosenberg sont en effet les seuls civils espions jamais condamnés à mort aux États-Unis. Cette affaire poursuivra Kaufman toute sa vie, retardant voire compromettant sa carrière. Il aura en permanence sur lui des extraits du procès à citer en cas de besoin. Le juge à la cour suprême Felix Frankfurter fera en sorte d'en empêcher l'accès à Kaufman.

## Une jurisprudence libérale
Malgré l'affaire des Rosenberg, Kaufman se caractérisa par une jurisprudence libérale et progressiste, très favorable à la liberté d'expression, en se servant du premier amendement à la Constitution. Il est le premier juge à avoir ordonné la fin de la ségrégation dans une école publique du nord du pays.
Des années après l'affaire Rosenberg, Kaufman présida les auditions de John Lennon en vue d'une extradition et rejeta la tentative du gouvernement de l'extrader des États-Unis vers l'Angleterre sur le fondement qu'il avait plaidé coupable en Angleterre à la possession de Haschisch. Après des auditions largement médiatisées, Kaufman estima que John Lennon avait été désigné à l'extradition pour des raisons politiques, et lui permit de demeurer aux États-Unis sur ce que des observateurs qualifièrent de technicité. Kaufman critiqua le labyrinthe des dispositions de la loi relative à l'immigration et à la naturalisation.
En 1971, il est le seul juge à s'exprimer en faveur du New York Times qui s'apprête à publier les Pentagon Papers au sujet de la guerre du Vietnam. La Cour empêche la publication en invoquant des motifs de sécurité nationale. La Cour Suprême se joindra à l'avis de Kaufman et renversera la décision.
Le juge Kaufman a aussi rendu un avis fameux dans l'affaire Filártiga v. Peña-Irala 630 F.2d 876 (2d Cir. 1980). Cette affaire ouvrit les cours des États-Unis aux étrangers torturés dans d'autres pays. Le jugement a eu un vaste impact sur les droits de l'homme et le rôle des compagnies et leurs opérations à l'étranger.
Relativement au rôle de juge, Kaufman a affirmé :
« Le juge est forcé la plupart du temps à atteindre son audience à travers l'intermédiaire de la presse dont la façon de rapporter les décisions judiciaires est bien trop souvent inexacte et superficielle. ».